# رصدخانه پولکوو
رصدخانه نجومی پولکوفو (روسی: Пулковская астрономическая обсерватория، ت. «Pulkovskaya astronomicheskaya observatoriya»)، که با نام رسمی رصدخانه مرکزی نجومی آکادمی علوم روسیه در پولکوفو شناخته می‌شود، رصدخانه اصلی آکادمی علوم روسیه است. این رصدخانه ۱۹ کیلومتر جنوب سن‌پترزبورگ و بر فراز ارتفاعات پولکوفو در ارتفاع ۷۵ متر از سطح دریا قرار دارد. این رصدخانه بخشی از محوطه تاریخی سن‌پترزبورگ و بناهای تاریخی آن در فهرست میراث جهانی یونسکو است. پیش از این، با نام رصدخانه امپراتوری پولکوفو شناخته می‌شد.

## سال‌های نخستین

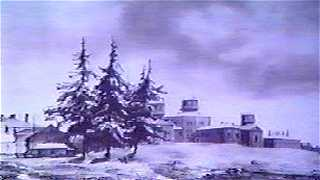
رصدخانه پولکوفو در سال ۱۸۳۹

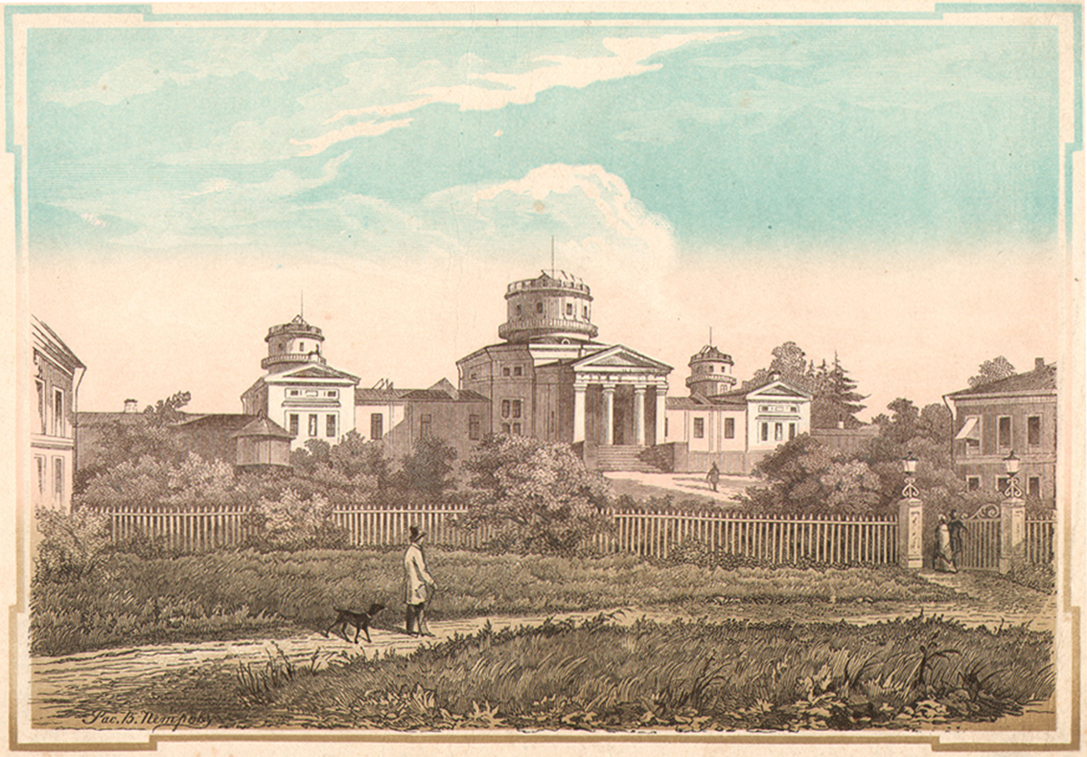
رصدخانه پولکوفو در سال ۱۸۵۵، اثر ایو برناردسکی (۱۸۱۹–۱۸۸۹)

رصدخانه در سال ۱۸۳۹ افتتاح شد. در ابتدا، این پروژه توسط فریدریش گئورگ ویلهلم فون اشترووه، اخترشناس آلمانی-روسی که بعدها نخستین مدیر رصدخانه شد، به وجود آمد. معمار این بنا الکساندر بریولوف بود. رصدخانه با تجهیزات پیشرفته‌ای نظیر یک تلسکوپ شکستی با قطر ۱۵ اینچ، یکی از بزرگ‌ترین رفرکتورها در جهان در آن زمان، تجهیز شد (به تلسکوپ بزرگ مراجعه کنید). در سال ۱۸۸۵، رصدخانه با یک تلسکوپ شکستی ۳۰ اینچی که بزرگ‌ترین رفرکتور قابل استفاده در جهان بود، تجهیز شد، تا آنکه چند سال بعد تلسکوپ ۳۶ اینچی رصدخانه لیک در کالیفرنیا ساخته شد. هر دو تلسکوپ توسط آلوان کلارک و پسران در ماساچوست ساخته شدند.
رصدخانه به‌طور عمده بر روی تعیین دستگاه مختصات ستارگان و ثابت‌های نجومی مانند حرکت تقدیمی، نوتاسیون، انحراف نور و شکست (امواج) تمرکز داشت و همچنین به کشف و اندازه‌گیری ستاره‌های دوگانه پرداخته بود. فعالیت‌های رصدخانه همچنین با مطالعه جغرافیای سرزمین روسیه و توسعه ناوبری مرتبط بود. کاتالوگ‌های ستاره‌ای که شامل دقیق‌ترین موقعیت‌های ۳۷۴ و سپس ۵۵۸ ستاره بودند، برای سال‌های ۱۸۴۵، ۱۸۶۵، ۱۸۸۵، ۱۹۰۵ و ۱۹۳۰ تهیه شدند.

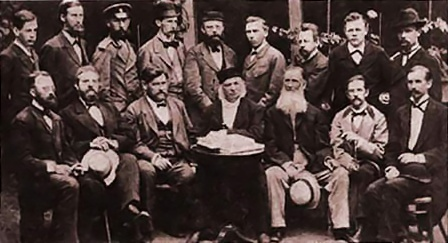
کارمندان رصدخانه پولکوفو (۱۸۸۳–۱۸۸۶)

تا پنجاهمین سالگرد رصدخانه، آن‌ها یک آزمایشگاه اخترفیزیک با کارگاه مکانیکی ساختند و بزرگ‌ترین رفرکتور اروپا (۳۰ اینچ) را نصب کردند. تحقیقات اخترفیزیکی با انتصاب فئودور برِدیکین به عنوان مدیر رصدخانه در سال ۱۸۹۰ و انتقال آریستارخ بلیوپولسکی از رصدخانه مسکو، که متخصص در طیف‌سنجی نجومی و تحقیق بر روی خورشید بود، به‌طور جدی آغاز شد. در سال ۱۹۲۳، یک طیف‌سنج Littrow بزرگ نصب شد و در سال ۱۹۴۰ یک تلسکوپ خورشیدی افقی ساخته‌شده در یک کارخانه در سن‌پترزبورگ به آن اضافه شد. پس از دریافت یک اخترنگار در سال ۱۸۹۴، رصدخانه به عکاسی نجومی پرداخت. در سال ۱۹۲۷، رصدخانه یک آستروگراف منطقه‌ای دریافت کرد و با کمک آن، ستارگان مناطق نزدیک به قطب سماوی را شناسایی کردند. در سال ۱۹۰۴، با ساخت تلسکوپ زنی‌ت، مشاهدات منظمی از حرکات قطب سماوی آغاز شد. در سال ۱۹۲۰، رصدخانه شروع به ارسال زمان دقیق از طریق امواج رادیویی کرد. این رصدخانه در کارهای اساسی ژئودزیک نیز مشارکت داشت، به‌ویژه در اندازه‌گیری زاویه‌های درجه‌ای از آرک مرidian از رود دانوب تا اقیانوس منجمد شمالی (تا سال ۱۸۵۱) و در مثلث‌سازی جزیره اسپیتس‌برگن در سال‌های ۱۸۹۹–۱۹۰۱. کارشناسان نظامی ژئودزیست و نقشه‌نگار در رصدخانه به عنوان کارآموز فعالیت می‌کردند. مرز مرکز طول جغرافیایی از طریق مرکز ساختمان اصلی رصدخانه که در ۳۰ درجه ۱۹٫۶ دقیقه شرق گرینیچ (ناحیه) قرار دارد، بود که مبنای تهیه نقشه‌های جغرافیایی روسیه شد.
برای مشاهده ستارگان جنوبی که از عرض جغرافیایی رصدخانه قابل مشاهده نبود، دانشمندان دو ایستگاه مشاهده‌ای اضافی ترتیب دادند. یکی از این ایستگاه‌ها یک ایستگاه اخترفیزیک در شهر سیمئیز در شبه‌جزیره کریمه بود، که در سال ۱۹۰۸ به‌طور خصوصی از سوی نیکولای مالستوف، دوست‌دار اخترشناسی، به رصدخانه پولکوفو اهدا شد. ایستگاه دیگر یک ایستگاه اخترسنجی در میکولائیف، رصدخانه‌ای از دپارتمان نیروی دریایی، بود که به رصدخانه نجومی نیکولاو تبدیل شد.

## تاریخچه بعدی
در دوران محاصره لنینگراد (۱۹۴۱–۱۹۴۴)، رصدخانه هدف حملات شدید آلمان از طریق حمله هوایی و توپخانه قرار گرفت. تمامی ساختمان‌ها به‌طور کامل تخریب شدند. با شرایطی بسیار دشوار، ابزار دقیق اصلی حفظ و در سنت پترزبورگ به‌طور ایمن ذخیره شدند، از جمله لنز تلسکوپ شکستی ۳۰ اینچی که تخریب شده بود، و بخش قابل توجهی از کتابخانه منحصربه‌فرد با دست‌نوشته‌ها و آثار مهم از قرن ۱۵ تا ۱۹. در تاریخ ۵ فوریه ۱۹۹۷، تقریباً ۱٬۵۰۰ از ۳٬۸۵۲ کتاب توسط آتش‌سوزی عمدی نابود شدند و باقی‌مانده کتاب‌ها و دیگر اقلام کتابخانه توسط شعله‌ها، دود یا آب آسیب دیدند.

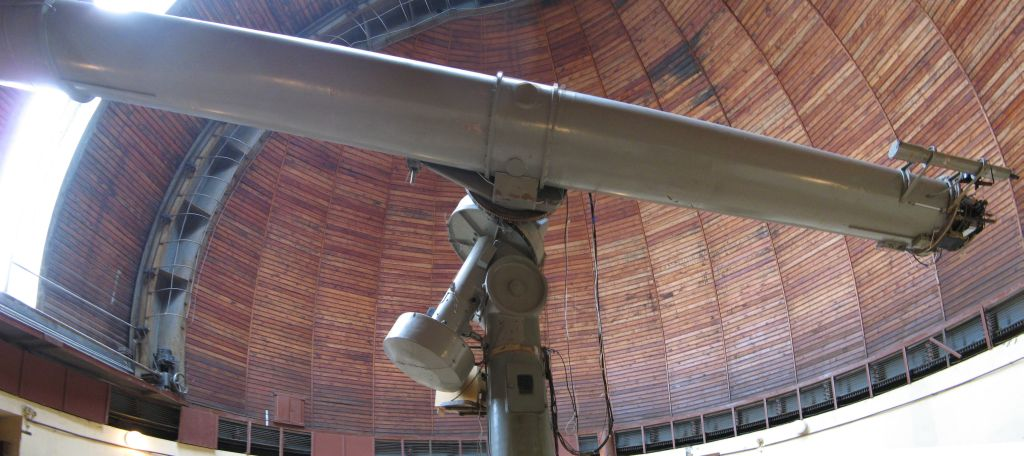
تلسکوپ شکستی ۶۵ سانتی‌متری زایس (۲۵٫۵۹ اینچ) رصدخانه پولکوفو

قبل از پایان جنگ، حکومت شوروی تصمیم به بازسازی رصدخانه گرفت. در سال ۱۹۴۶، عملیات ساخت‌وساز پس از پاک‌سازی منطقه آغاز شد. در مه ۱۹۵۴، رصدخانه بازگشایی شد، نه تنها بازسازی شده بلکه از نظر ابزار، استخدام‌ها و موضوعات تحقیقاتی به‌طور قابل توجهی گسترش یافت. بخش‌های جدیدی مانند بخش اخترشناسی رادیویی و بخش ساخت ابزار (با کارگاه نورشناسی و مکانیکی اختصاصی خود) تأسیس شدند. ابزار قدیمی که باقی‌مانده بودند تعمیر، به‌روزرسانی و دوباره به کار گرفته شدند. همچنین ابزار جدیدی نصب شد، از جمله تلسکوپ شکستی ۲۶ اینچی، دستگاه افقی مرینی، تلسکوپ قطبی عکاسی، تلسکوپ بزرگ زنیث، تداخل‌سنج ستاره‌ای، دو تلسکوپ خورشیدی، تاج‌نگار، رادیو تلسکوپ بزرگ و انواع تجهیزات آزمایشگاهی.
تلسکوپ شکستی ۶۵ سانتی‌متری کارل زایس به‌طور اولیه به عنوان هدیه‌ای از سوی آدولف هیتلر صدراعظم آلمان به بنیتو موسولینی ایتالیایی در نظر گرفته شده بود، اما این تلسکوپ تحویل داده نشد و به جای آن توسط اتحاد جماهیر شوروی بازیابی شد.
ایستگاه سیمئیز در سال ۱۹۴۵ به بخشی از رصدخانه اخترفیزیکی کریمه آکادمی علوم شوروی تبدیل شد. همچنین ایستگاه ایستگاه اخترشناسی کوه کیسلورودسک و یک آزمایشگاه در بلاگووشچنسک ساخته شدند. رصدخانه بسیاری از ماموریت‌ها را برای تعیین اختلافات طول جغرافیایی، مشاهده گذرهای زهره و خورشیدگرفتگیها، و مطالعه آسترواکلیمات انجام داد. در سال ۱۹۶۲، رصدخانه یک مأموریت به شیلی فرستاد تا ستارگان آسمان‌های جنوبی را مشاهده کند.

## نگارخانه

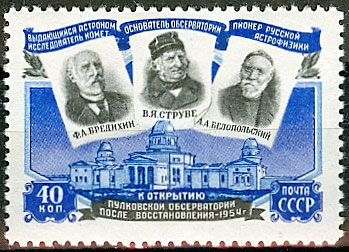
تمبر پستی شوروی، ۱۹۵۴، به مناسبت بازسازی رصدخانه
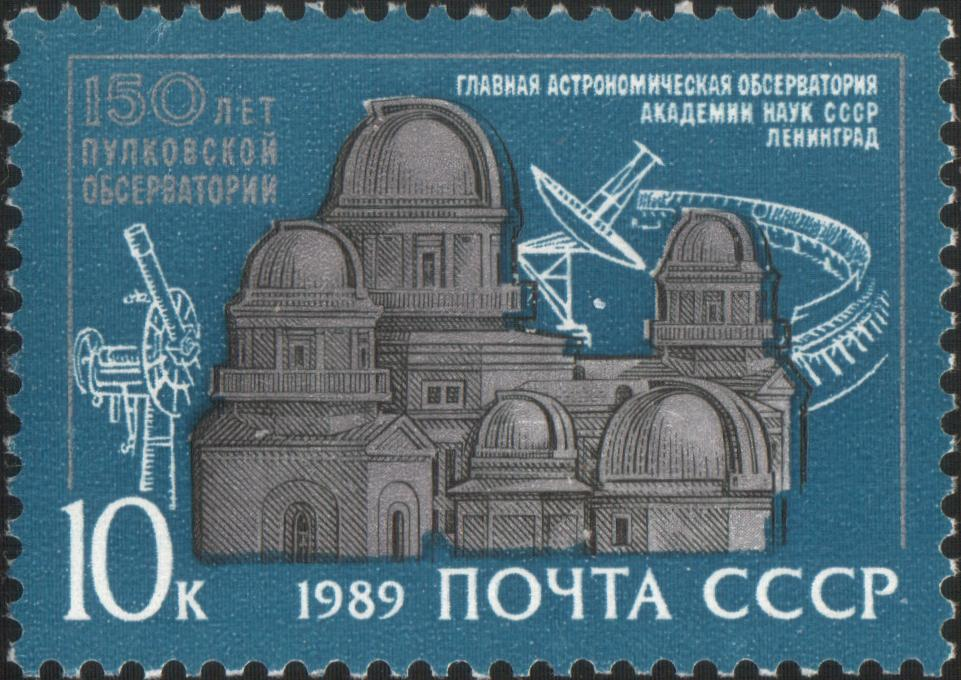
تمبر پستی شوروی به مناسبت ۱۵۰ سالگی رصدخانه
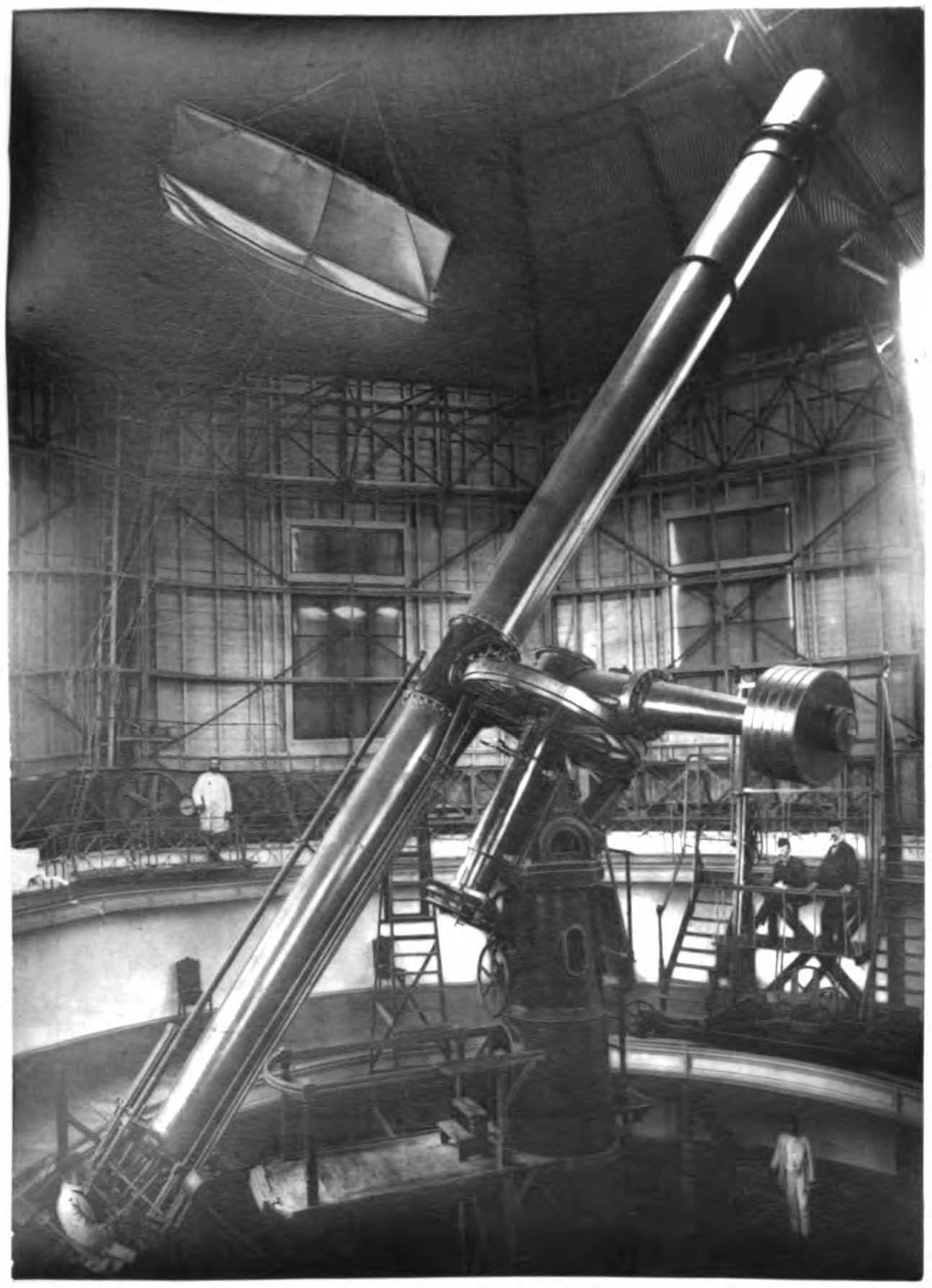
تلسکوپ شکستی ۳۰ اینچی (۷۶ سانتی‌متر)، که در سال ۱۸۸۵ نصب شد، یکی از بزرگترین تلسکوپ‌های جهان در آن زمان بود

## مدیران
1. ۱۸۳۹–۱۸۶۲ فریدریش گئورگ ویلهلم فون اشترووه
2. ۱۸۶۲–۱۸۸۹ اتو ویلهلم فن اشترووه
3. ۱۸۹۰–۱۸۹۵ فیودور الکساندروویچ برِدیکین
4. ۱۸۹۵–۱۹۱۶ اسکار باکلوند
5. ۱۹۱۶–۱۹۱۹ آریستارخ بلیوپولسکی
6. ۱۹۱۹–۱۹۳۰ الکساندر الکساندروویچ ایوانوف
7. ۱۹۳۳–۱۹۳۷ بوریس گرشیموویچ
8. ۱۹۳۷–۱۹۴۴ سرگئی بلیاوفسکی
9. ۱۹۴۴–۱۹۴۶ گریگوری نئوژمین
10. ۱۹۴۷–۱۹۶۴ الکساندر الکساندروویچ میخایلوف
11. ۱۹۶۴–۱۹۷۹ ولادیمیر الکسیویچ کرات
12. ۱۹۷۹–۱۹۸۲ کیریل نیکولایویچ تاواستشرنا
13. ۱۹۸۳–۲۰۰۰ ویکتور کوزمیچ آبالاکین
14. ۲۰۰۰–۲۰۱۵ الکساندر ولادیمیروویچ استپانوو [ru]
15. ۲۰۱۵–۲۰۱۶ یوری آنتولوویچ ناگوویزین
16. از ۲۰۱۶ نازار روبرتویچ ایکسانوف